# ヒュー・フォーテスキュー (初代クリントン伯爵)
初代クリントン伯爵ヒュー・フォーテスキュー（英語: Hugh Fortescue, 1st Earl Clinton KB、1696年 – 1751年5月2日）は、イギリスの貴族。

## 生涯
ヒュー・フォーテスキューとブリジット・ボスコーエン（Bridget Boscawen、ヒュー・ボスコーエンの娘）の息子として、1696年に生まれた。
母方の祖母マーガレットが第4代リンカーン伯爵および第12代クリントン男爵セオフィラス・クリントンの娘だったため、クリントン男爵の継承権があった。クリントン男爵の爵位は1692年に第5代リンカーン伯爵および第13代クリントン男爵エドワード・クリントンが死去した後、第12代クリントン男爵の娘およびその子女の間で保持者不在（abeyance）になっていたが、1721年3月15日にヒュー・フォーテスキューによる継承が決定され、ヒューは第14代クリントン男爵になった。
1721年から1733年までデヴォン統監を、1725年から1727年まで王太子ジョージの寝室侍従を務め、1727年に王太子ジョージがジョージ2世として国王に即位した後も留任して1733年まで務めた。また、1725年5月27日にバス勲章を授与され、1728年4月25日にケンブリッジ大学よりLL.D.の学位を授与された。
ホイッグ党員であったが、1732年以降は反ロバート・ウォルポールの野党に回り、翌年には消費税法案に反対票を投じたことで寝室侍従とデヴォン統監を罷免された。
1749年7月5日、グレートブリテン貴族であるデヴォンシャーにおけるキャッスル・ヒルのフォーテスキュー男爵とクリントン伯爵に叙された。このうち、フォーテスキュー男爵の爵位には特別残余権（special remainder）が付されており、初代男爵に男系子孫がいない場合には異母弟マシューが継承できるようになっていた。
1751年5月2日に生涯未婚のまま死去、クリントン伯爵は断絶、フォーテスキュー男爵は特別残余権に基づき異母弟マシューが継承した。一方、クリントン男爵は同母姉マーガレットと第13代クリントン男爵の娘アラベラの孫サミュエルの娘マーガレットの間で保持者不在になった。1760年3月14日に初代クリントン伯爵の姉マーガレットが生涯未婚のまま死去すると、保持者不在の状態が解消され、第13代クリントン男爵の娘アラベラの曽孫マーガレットがクリントン男爵の爵位を継承した。